# Vilvoorde
Vilvorde o Vilvoorde (en neerlandés: Vilvoorde) es una ciudad de Bélgica situada en la Región Flamenca, en la provincia del Brabante Flamenco.
Vilvoorde también es el nombre del municipio donde se halla esta ciudad.

## Historia

### Edad Antigua
Vilvoorde surgió en la encrucijada del camino romano entre Asse y Elewijt a orillas del río Zenne. En el momento de la llegada de los romanos probablemente ya existía un asentamiento de los Nervii.

### Edad Media
El nombre de Filfurdo es mencionado por primera vez en un documento de 779 en el que Pipino de Heristal donó este territorio a la abadía de Chèvremont, de Lieja.
En el siglo XII un pequeño pueblo comenzó a crecer y fue objeto de las ambiciones de los duques de Brabante y los señores de Grimbergen. Enrique I, duque de Brabante, le otorgó a la población los derechos de ciudad hacia 1192, principalmente para apoyar a sus habitantes contra los vecinos de Flandes. El derecho de construir muros defensivos y exportar sus productos impulsó la economía de Vilvoorde, en especial la industria de los tejidos.
En el siglo XIV, gracias a su posición a orillas del río Zenne, Vilvoorde se convirtió en un importante centro militar y podía competir con Lovaina y Bruselas en importancia en Brabante.

### Edad Moderna

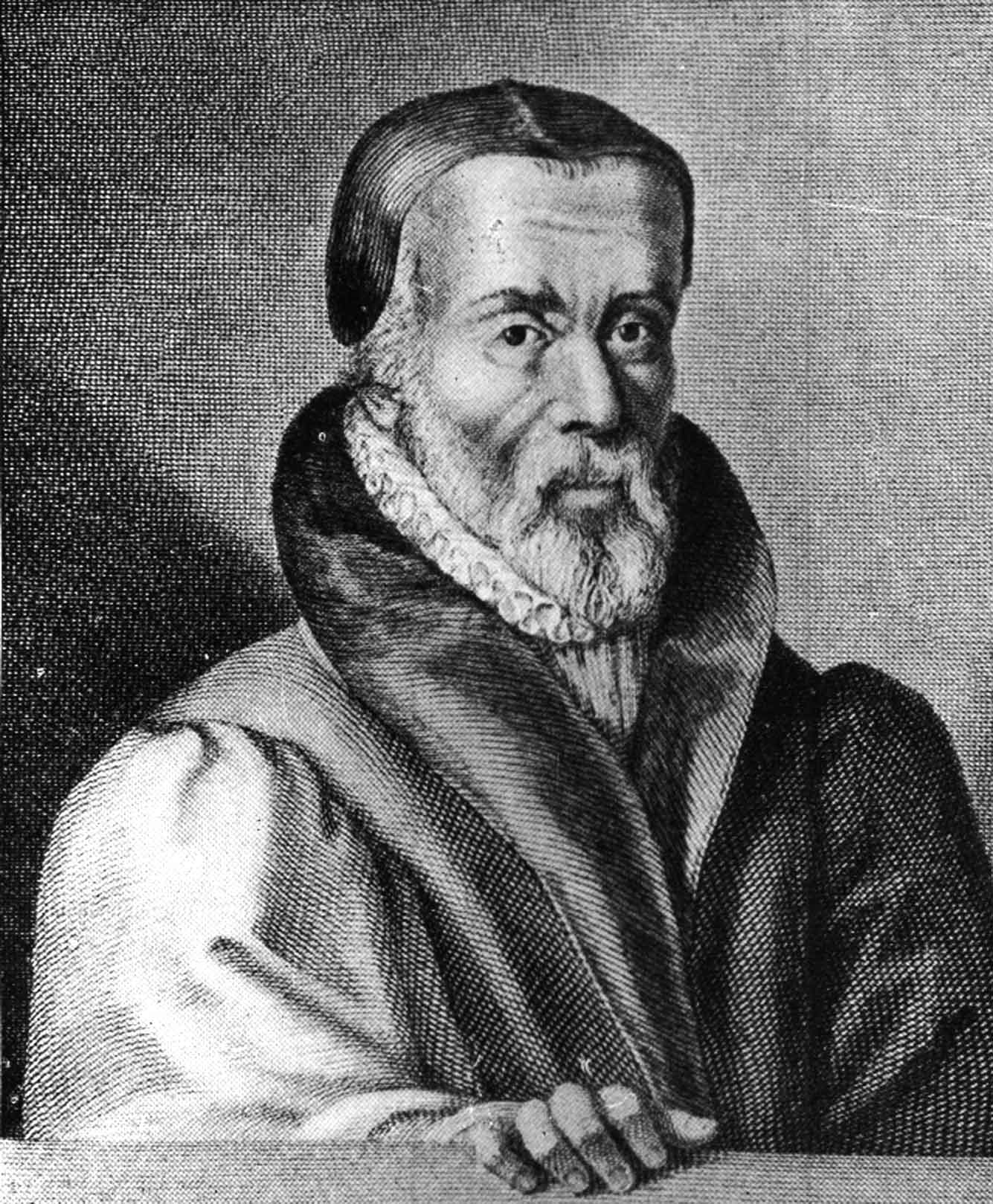
William Tyndale, víctima de la Inquisición española, fue ejecutado en Vilvoorde.

El 6 de octubre de 1536 fue quemado en la hoguera en Vilvoorde el protestante inglés William Tyndale, quien había producido la primera traducción de la Biblia al inglés y había sido acusado de brujería. El 14 de septiembre de 1568 Jan van Casembroot fue decapitado por orden del duque de Alba. Jan era un noble, poeta y secretario del conde de Egmont, quien se había aliado con los protestantes.
A mitad del siglo XVI se comenzó a construir un canal de Bruselas hasta el río Escalda. El canal, que discurría por Vilvoorde, se completó en 1561. Es uno de los canales navegables más antiguos de Europa. Los barcos que navegaban por la vía podían cargar agua en una fuente al suroeste de la ciudad.
Las tropas españolas se retiraron de la villa después del Edicto perpetuo de 1577, recuperándola en 1584.
En 1714, al finalizar la guerra de sucesión española, formaría parte de los Países Bajos Austríacos.

### DelsigloXIXal presente
Vilvoorde se desarrolló en el siglo XIX como centro industrial. En 1835 se construyó una vía férrea que pasaba entre Malinas y Bruselas por Vilvoorde, que constituyó una de las primeras paradas.
La recesión económica de comienzos de la década de los setenta del siglo XX  afectó profundamente a Vilvoorde. Vilvoorde tenía la imagen en esa época de ciudad industrial, vieja y fea. El cierre de la fábrica de Renault en 1997, que había sido la fuente de una fuerte migración de Andalucía, también tuvo un fuerte impacto.
A partir de la década de los noventa comenzó a desplazarse la base de la economía al sector de servicios.
En ese momento se comenzó la renovación de la Iglesia de Nuestra Señora Sagrada, así como de la avenida Nowélei y la plaza Heldenplein. En el siglo XXI se construyó el centro cultural Bolwerk y se renovó la zona del muelle. Además, la ciudad adquirió el parque de Drie Fonteinen (Parque de las tres fuentes) y procedió a su reestructuración.

## Descripción

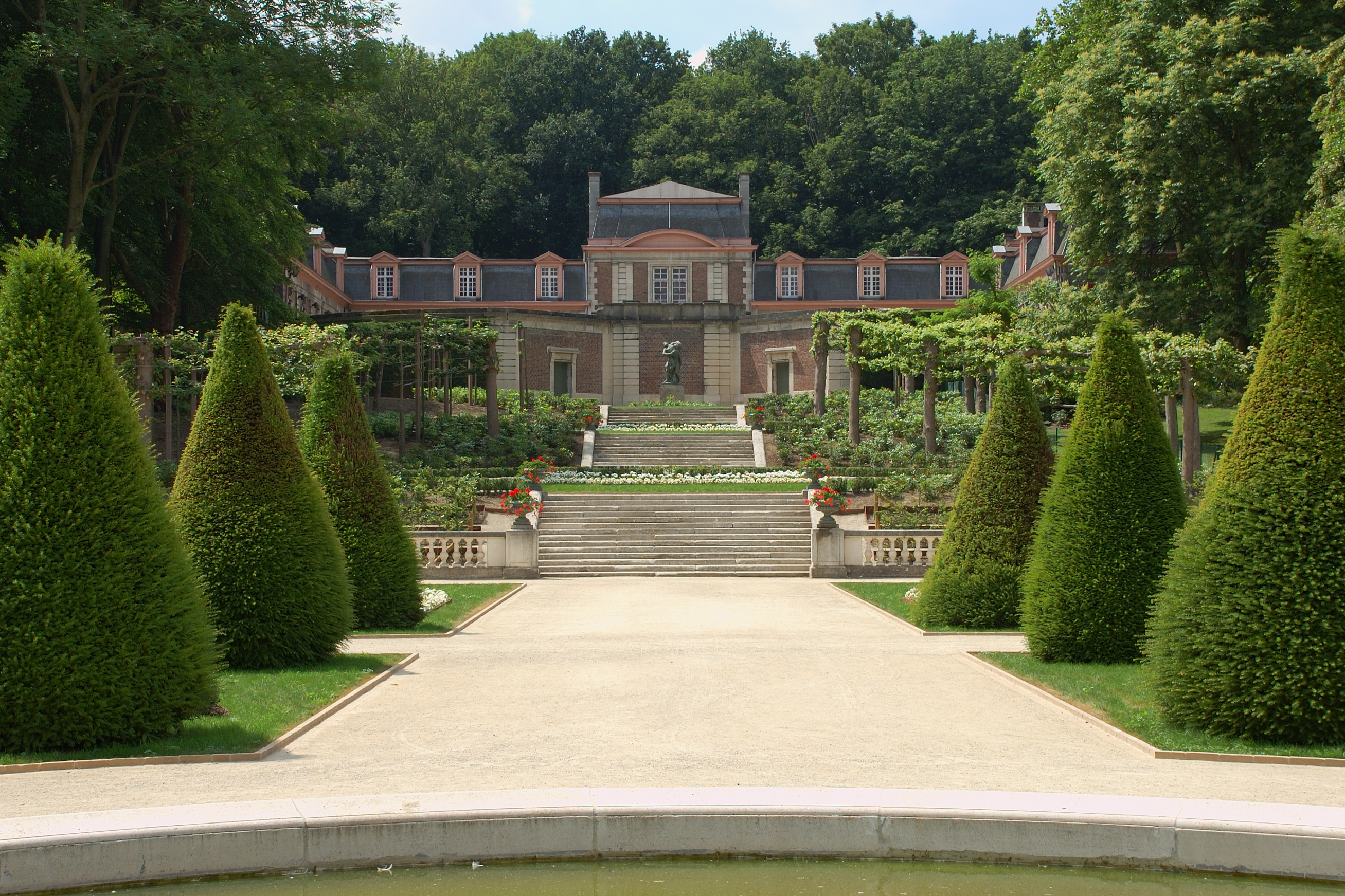
Dominio de las Tres Fuentes, un parque que forma parte de la comuna de Vilvoorde

La ciudad tiene alrededor de 44.000 habitantes. Además de la población flamenca, en Vilvorde habita también una minoría francófona con representación propia en el consejo municipal (entre tres y cuatro concejales sobre un total de 31, desde 1976). Vilvorde también cuenta con dos importantes minorías alóctonas: una de ellas de origen marroquí y la otra de origen español. En total uno de cada cinco habitantes de Vilvorde es de nacionalidad u origen extranjero (sobre todo de Marruecos, España, Italia, Francia, Países Bajos y Portugal).

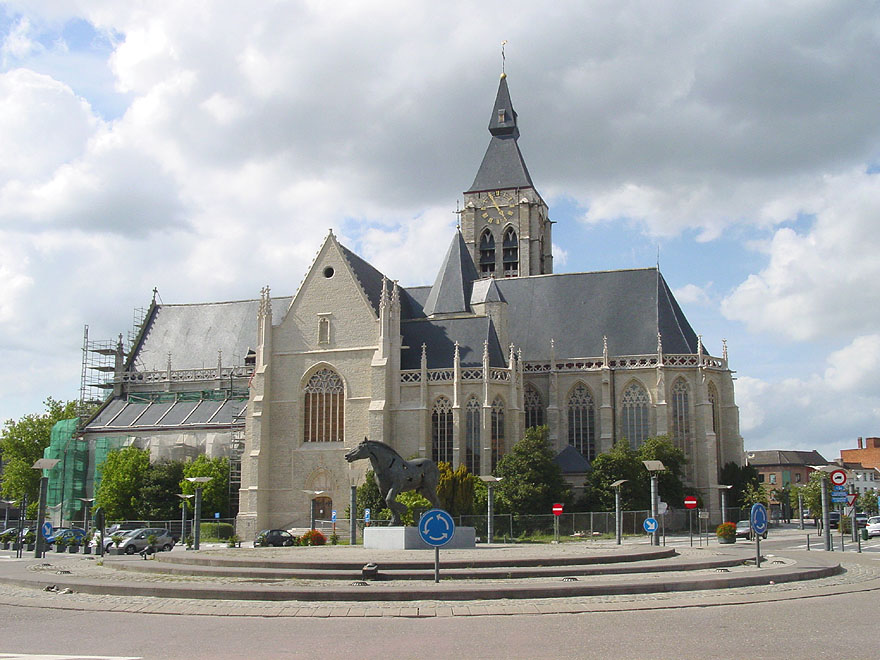
Iglesia de Nuestra Señora de la Buena Esperanza, Onze-Lieve-Vrouw van Goede Hoop

## Geografía
Está situada en la Región Flamenca al norte de la Región de Bruselas-Capital, a lo largo del canal que va de Bruselas al río Escalda. Limita al sur con la ciudad de Bruselas (por Neder-Over-Heembeek).

### Secciones del municipio
El municipio comprende los antiguos municipios, que se fusionaron en 1977:
| - Vilvoorde - Peutie |

## Demografía

### Evolución
Todos los datos históricos relativos al actual municipio, el siguiente gráfico refleja su evolución demográfica, incluyendo municipios después de efectuada la fusión el 1 de enero de 1977.
| Gráfica de evolución demográfica de Vilvoorde entre 1846 y 2020 |
|                                                                 |

## Política

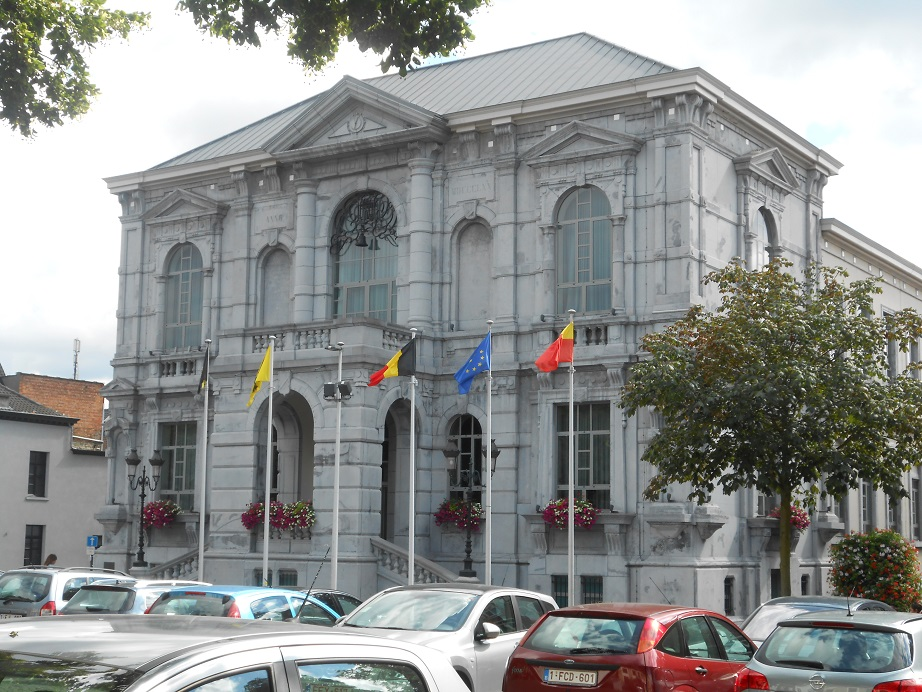
Ayuntamiento de Vilvoorde.

Desde las elecciones de 2013 gobierna una coalición de los socialdemócratas y los ecologistas. El alcalde es Hans Bonte, del partido social demócrata flamenco Sp.a. Los socialistas y ecologistas obtuvieron el 24,8% de los votos ante el 16% del NVA, 15,9% del VLD, 13,3% del CD&V, 10,7% de la UF, 10,6% de los Vilvokraten y 8,6 del Vlaams Belang.
Su alcalde entre 2005 y 2008 fue el ex primer ministro belga Jean-Luc Dehaene, del partido demócrata-cristiano flamenco (CD&V).

## Economía
La economía de Vilvoorde dependía en el pasado ante todo de industrias altamente contaminantes, pero esto ha cambiado en gran medida.
En 1989 llegó la VTM, uno de los canales de televisión comerciales más importantes de Flandes. Diversas empresas de los medios de comunicación se establecieron en la zona, como los canales Vitaya y la revista Humo.
Las sedes de Oracle y de Novartis en Bélgica también se encuentran en este municipio, cerca del edificio de VTM.

## Infraestructura
Vilvoorde tiene un hospital general, el Jan Portaels, que en 2013 contaba con unas 406 camas y 110 médicos, 750 trabajadores y 10700 hospitalizaciones anualmente. Anualmente son hospitalizadas aquí unas 10700 personas.

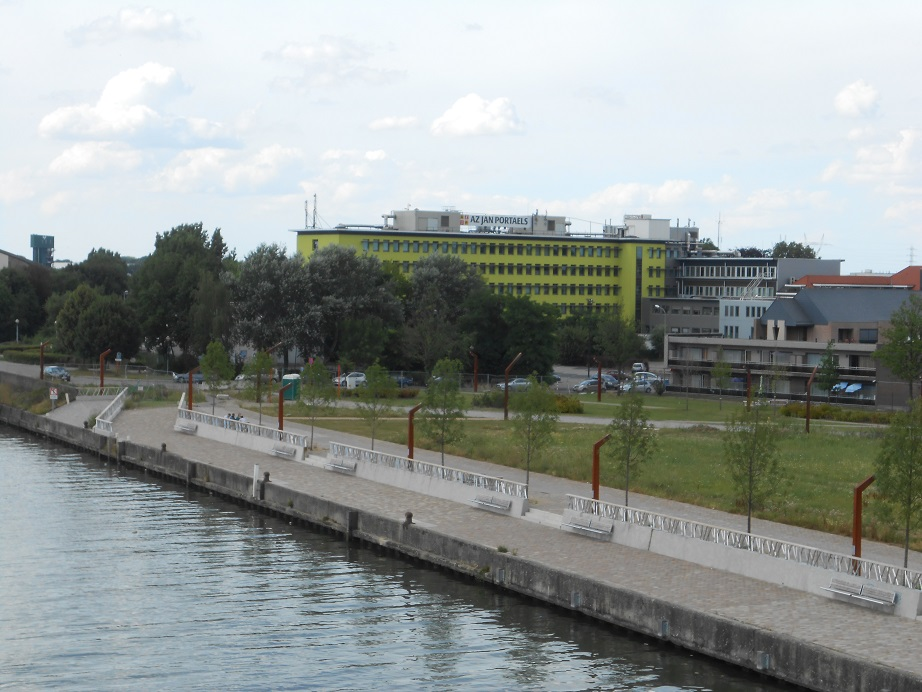
Hospital de Vilvoorde

El centro cultural principal de Vilvoorde se llama Het Bolwerk. En él se presentan grupos musicales, teatrales y se muestran películas no comerciales.
La biblioteca pública de Vilvoorde, de tres pisos, está ubicada en la Plaza Mayor.

### Parques
El parque de Drie Fonteinen (Tres Fuentes) se encuentra ubicado en la parte occidental de Vilvoorde y limita con Grimbergen al oeste y norte y con Bruselas hacia el sur. El parque tiene unas cincuenta hectáreas de extensión. Dentro del parque se encuentra un restaurante así como un centro recreativo para niños. Drie Fonteinen alberga un jardín inglés y otro de estilo francés.

### Comunicaciones
Vilvoorde limita con su vecina Bruselas y se halla muy bien conectada con ella.
Los trenes entre Amberes y Bruselas pasan por la estación de Vilvoorde.
El viaducto de Vilvoorde se halla en la parte sur. Este viaducto forma parte de la autopista R0 (el ring) que rodea Bruselas, el llamado Anillo Exterior de la capital belga. Vilvoorde también está conectada con la autopista E19 que conecta Ámsterdam y París.
El canal Bruselas-Escalda cruza la ciudad de sur a norte. Un puente levadizo conecta la parte más extensa de Vilvoorde, al oeste, con la parte occidental, donde está el parque de Drie Fonteinen y se puede acceder a Grimbergen.

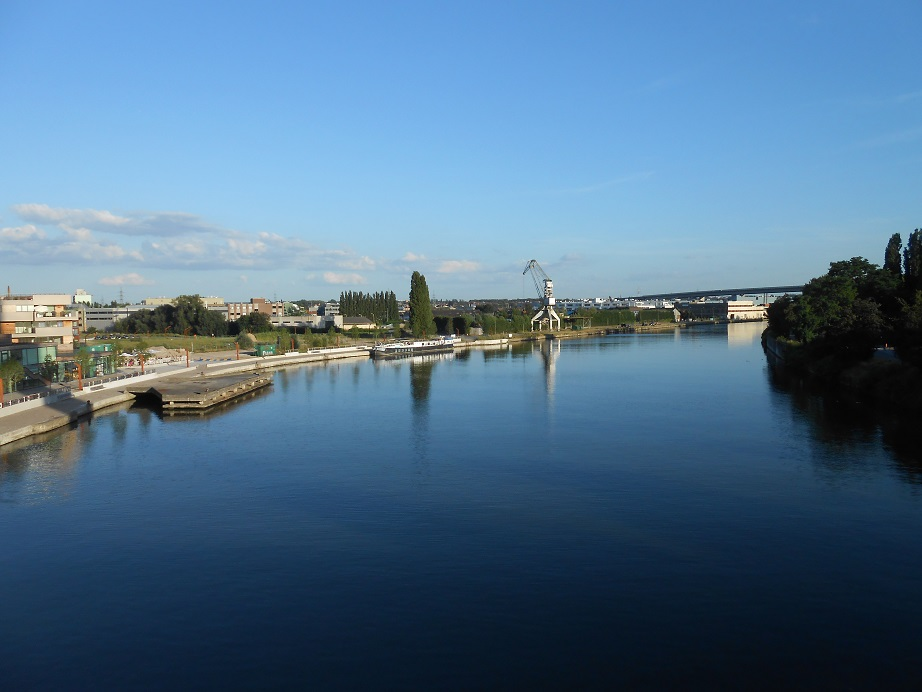
Vista del canal Bruselas-Marítimo desde el puente de Vilvoorde

### Educación
En Vilvoorde hay unos siete institutos de educación secundaria, así como varias decenas de escuelas primarias.

## Otros datos de Vilvoorde
Extranjeros en el censo: 3.876 (al 01/07/2005)
Número de concejales: 31

## Ciudades hermanadas
- Maubeuge (Francia)
- Midelburgo (Holanda)
- Ennepetal (Alemania)
- Peñarroya (España)
- Komatsu (Japón)

## Personalidades célebres
- François Beukelaers
- Jean Bogaerts
- Danny Devos
- Ken Leemans
- Rik Poot
- Karel Van Eycken
- Amelie Lens